# Steve Nichols
Pour les articles homonymes, voir Nichols.
Steve Nichols, né le 20 février 1947 à Salt Lake City aux États-Unis, est un ingénieur américain. Il est notamment connu pour avoir conçu de nombreuses monoplaces de Formule 1 pour diverses écuries entre le milieu des années 1980 et 2001.

## Biographie

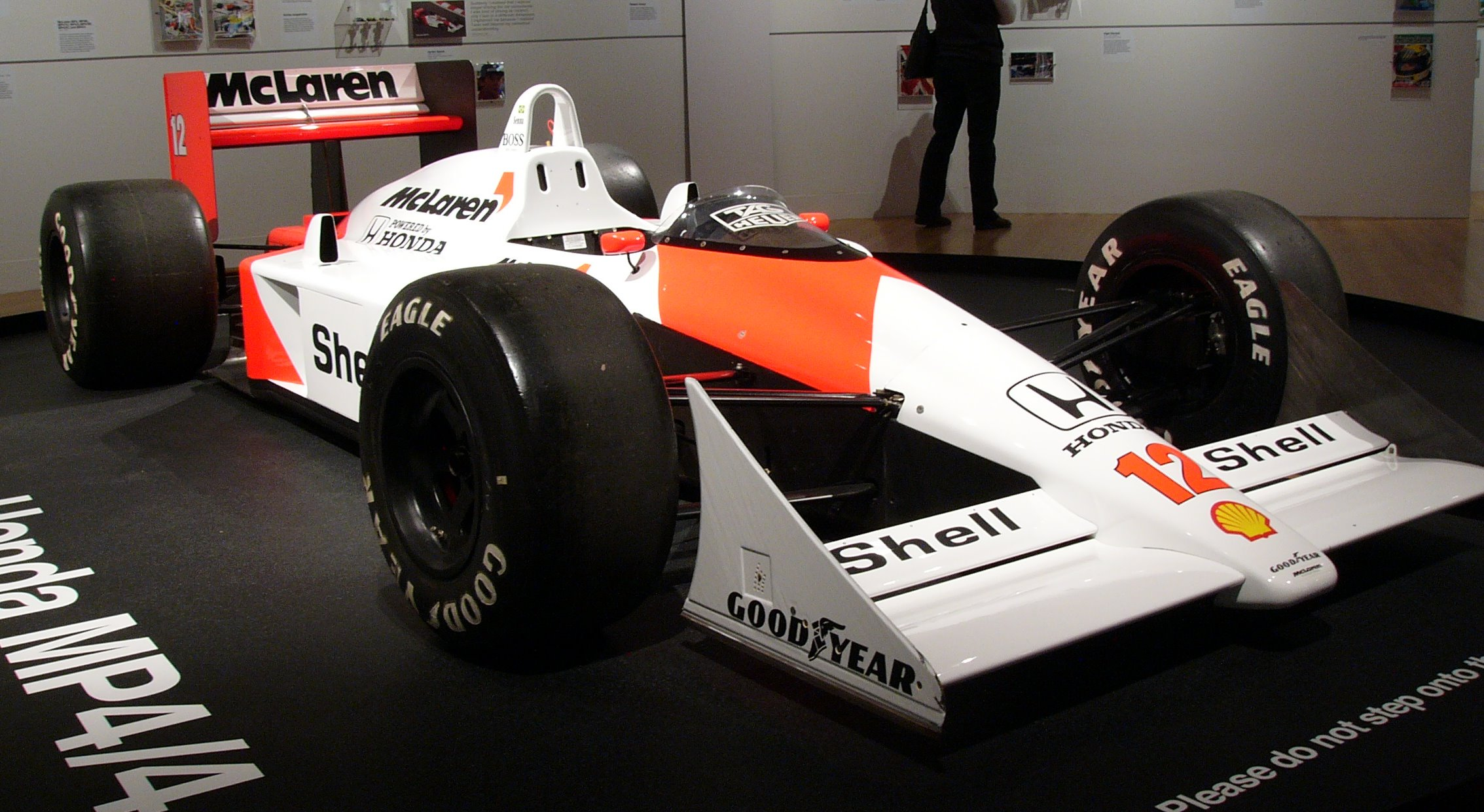
La McLaren MP4/4 de Steve Nichols est la monoplace la plus dominatrice de l'histoire de la Formule 1.

Étudiant en ingénierie mécanique, Nichols est diplômé de l'université de l'Utah en 1972. Il commence sa carrière comme ingénieur de développement au sein de Hercules Aerospace en 1973, où il travaille sur les matériaux composites en carbone, puis, en 1976, il est embauché par la Gabriel company, qui produit des amortisseurs pour les monoplaces de Champ Car. Il rencontre alors l'ingénieur John Barnard : les deux hommes s'intéressent à l'utilisation du carbone dans les châssis de Formule 1, et au milieu de l'année 1980, Nichols rejoint le monde du sport automobile en intégrant l'écurie de Formule 1 McLaren Racing grâce au soutien de Barnard. En 1987, il est promu designer en chef de l'équipe à la suite du départ de Barnard pour la Scuderia Ferrari.
Sa première monoplace, la McLaren MP4/3 propulsée par un moteur V6 turbo TAG Porsche, permet au Suédois Stefan Johansson de monter à cinq reprises sur le podium et au Français Alain Prost d'obtenir trois victoires en 1987, dont une au Grand Prix du Portugal, où il remporte son vingt-huitième succès en Formule 1, dépassant le record de vingt-sept victoires détenus par le Britannique Jackie Stewart depuis 1973,.
La seconde voiture conçue par Steve Nichols, la McLaren MP4/4 à moteur V6 Honda, est pilotée par Prost et le Brésilien Ayrton Senna qui dominent l'ensemble de la saison 1988, avec quinze victoires et autant de pole positions en seize Grands Prix. McLaren remporte ainsi le championnat du monde des constructeurs, avec un écart record de 134 points sur son dauphin, Ferrari, l'écurie ne pouvant plus être rattrapée au classement depuis la onzième course, en Belgique. Senna et Prost occupent quant à eux les deux premières places du championnat des pilotes, le Brésilien remportant son premier titre de champion du monde,.
Bien qu'il y ait eu des soupçons que la conception de la MP4/4 soit inspirée de celle de la Brabham BT55 de Gordon Murray de 1986, et que certains articles de presse attribuent la création de cette monoplace à l'ingénieur Sud-africain, McLaren, notamment par l'intermédiaire du coordinateur de l'écurie, Jo Ramírez, annoncent que la MP4/4 est une évolution de la MP4/3, et que Gordon Murray, qui est devenu directeur technique de l'écurie de Woking en 1987, a eu très peu d'influence sur la conception des monoplaces de Nichols.
À la fin de l'année 1989, Nichols, alors en mauvais termes avec Ron Dennis, le patron de McLaren, rejoint la Scuderia Ferrari, où il retrouve Alain Prost, et y reste jusqu'en décembre 1991. Il rejoint ensuite Sauber afin d'aider Peter Sauber à lancer son équipe en Formule 1. En 1993, il intègre Jordan Grand Prix en qualité de designer en chef, avant de revenir chez McLaren à l'été 1995 en tant que consultant technique. Il aide cette dernière à retrouver le succès et remporter le championnat des constructeurs en 1998.
En 2001, il devient directeur technique pour l'écurie Jaguar Racing, mais est limogé à la fin de cette saison en raison des mauvaises performances de la Jaguar R2.